# MF Doom
MF DOOM, született Daniel Dumile (London, 1971. január 9. – 2020. október 31.) brit hiphop zenész és rapper. Karrierje során számos álneve volt, leginkább az MF DOOM nevén ismert, melyben az MF feltehetően Metal Face-t jelent, és DOOM akkor használja, ha nem csak rappel, hanem a zenét is ő készíti. Több kollaboratív projektben jelent meg, úgymint a Danger Doom (Danger Mouse-al), a Madvillain (Madlibbel) vagy a JJ DOOM Jneiro Jarel-el.

## Madvillain
A "Madvillainy" (Stones Throw) nevű formációban - azaz MC MF DOOM, és a producer Madlib - megmutatta, hogy kerülni a fokozott nyilvánosságot, nem is olyan rossz dolog. Madvillian –ék zenéje elérhető, mégis egyéni és fülbemászó, mely tele van elvont fogalmakkal. Ennek a csapatnak is szüksége volt egy kis időre, hogy rájöjjenek: hogy a független hiphop felfogása nem is rossz ötlet.
1988-ban rapkarrierjét a KMD nevű csoportban kezdte, aminek tagja volt testvére, Subroc, és egy Jade 1 nevű rapper, aki később Rodan néven lett ismert. A csoportot leszerződtette az Elektra Records, ami például a The Doors lemezeit is adta ki korábban. 1991-ben a KMD kiadta a „Mr. Hood” nevű albumot, amely elég szokatlan és mégis egyben elragadó lett,  1989-ben összedobtak De La Soullal egy albumot, melynek címe: "3 Feet High and Rising." Majd De La Soul egyesült a jól ismert és barátságos Day-Glóval a grafikák mesterével.
A KMD egy sötétebb, furcsább csoport, amely nem passzolt elég jól az elképzelt mintákhoz. Doom, ezután Zev Love X-ként volt ismert, aki kissé rekedt hangú és úgy tartották, hogy „a nyelve túl ér a száján”. A KMD utalást tett a faji megkülönböztetésekre is.
1993-ban „Electra” kidobta a KMD-t , és megakadályozta, hogy kiadják a második albumot "Black Bastards," címen, arra hivatkozva, hogy ez egy ellentmondásos művészi munka, (mivel a borítón egy Sambo alak felakasztva lógott). Még ebben az évben DOOM testvére, Subroc autóbalesetben, meghalt.
MF DOOM megváltoztatta a nevét a (Marvel képregényekből már jól ismert karakternévre) Doctor Doomra, a 90-es évek második felében kiadott pár zenét, de a teljes album csak 1999-ben jött ki: "Operation: Doomsday." címen. Ez egy igen dühös és újszerű album lett, ami emlékeztet a 80-as évek beli R&B- re és igen fájdalmas rímeket tartalmaz. DOOM azóta különböző lemezeket adott ki Viktor Vaughn és King Geedorah álnéven is.

## Diszkográfia
- 1991: Mr. Hood
- 1993: Black Bastards
- 1999: Operation: Doomsday
- 2000: MF EP
- 2003: Escape from Monsta Island!
- 2003: Take Me to Your Leader
- 2003: Vaudeville Villain
- 2004: Madvillainy
- 2004: Venomous Villain
- 2004: MM.. FOOD?
- 2005: The Mouse and the Mask
- 2006: Occult Hymn
- 2009: Born Like This

## További információ
- MF Doom a Facebookon
- MF Doom az Internet Movie Database-ben (angolul)
- MF Doom a Rotten Tomatoeson (angolul)